# Caldogno
Caldogno (Deutsch: Kaltun) ist eine nordostitalienische Gemeinde (comune) mit 11.336 Einwohnern (Stand 31. Dezember 2023) in der Provinz Vicenza in Venetien. Die Gemeinde liegt etwa 7,5 Kilometer nordnordwestlich von Vicenza südlich des Flusslaufs des Bacchiglione.

## Geschichte
Die Ursprünge des Ortes reichen weit in das Mittelalter hinein.
Andrea Palladio gestaltete die Villa Caldogno Nordera, vermutlich in den Jahren zwischen 1540 und 1560. Ein eindeutiger Nachweis fehlt für seine Urheberschaft, allerdings weisen zahlreiche Stilelemente auf ihn hin.

## Persönlichkeiten
- Marino Fontana (1936–2013), Radrennfahrer
- Marcelino Palentini SCI (1943–2011), römisch-katholischer Ordensgeistlicher und Bischof von Jujuy, Argentinien
- Marino Basso (* 1945), Radrennfahrer
- Roberto Baggio (* 1967), Fußballspieler
- Eddy Baggio (* 1974), Fußballspieler